# Ruta Real de Varsovia
La Ruta Real (en polaco: Trakt Królewski) es un famoso y prestigioso paseo histórico en Varsovia (Polonia). Desde el siglo XVI ha sido utilizada por los reyes de Polonia para trasladarse desde su residencia oficial, el Castillo Real, en el barrio viejo, a sus residencias veraniegas en las afueras (por ese entonces) de la ciudad: el Palacio de Ujazdów, el Palacio en la Isla en el Parque Łazienki y el Palacio de Wilanów.
Actualmente se encuentra toda la ruta dentro de la ciudad y pasa por diferentes calles y avenidas. Si bien la ruta fue inicialmente usada con fines aristocráticos, hoy sirve principalmente como foco turístico y comercial de Varsovia. En su recorrido se encuentran numerosas construcciones representativas de las diferentes etapas de la historia de la ciudad: edificios espléndidos, palacetes elegantes y monumentos históricos dignos de visitar.

## Recorrido
La Ruta Real, que cubre aproximadamente una longitud de 10 km, parte del Castillo Real hacia el Palacio de Wilanów, en el sur. Las calles y plazas por las que transcurre son las siguientes (de norte a sur):
- Plac Zamkowy (plaza del Castillo)
- Krakowskie Przedmieście (calle Suburbio de Cracovia)
- Nowy Świat (calle Nuevo Mundo)
- Plac Trzech Krzyży (plaza de las Tres Cruces)
- Aleje Ujazdowskie (avenida de Ujazdów)
- Ulica Belwederska (calle Belvedere)
- Ulica Jana III Sobieskiego (calle de Juan III Sobieski)
- Aleje Wilanowska (avenida de Wilanów)